# Новонікольське (Сандиктауський район)
Новоні́кольське (каз. Новоникольск) — село у складі Сандиктауського району Акмолинської області Казахстану. Адміністративний центр Аксоранського сільського округу.
Населення — 478 осіб (2021; 585 у 2009, 727 у 1999, 845 у 1989).
Національний склад станом на 1989 рік:
- росіяни — 75 %.

У радянські часи село називалось Нікольський.